# Soft butch

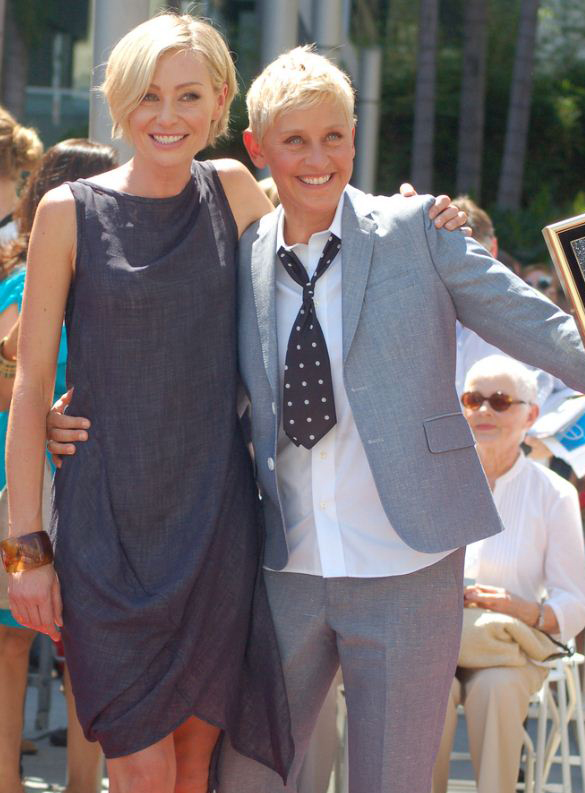
La superparella lèsbica Portia de Rossi (esquerra) i Ellen Degeneris (dreta). De Rossi exhibeix les característiques d'una femme, mentre que Degeneris exhibeix els trets d'una soft butch.

Una soft butch o stem és una dona que exhibeix alguns trets estereotipats butch i lèsbics sense arribar a l'estereotip masculí associat amb lesbianes butch. El concepte soft butch forma part de l'espectre butch-femme, que varia del l'extrem més dur i masculí, o butch, fins a l'ultrafemení o femme, amb una major i predominant expressió de feminitat, com les lesbianes de pintallavis. Les soft butch tenen identitat de gènere de dona, però mostren principalment característiques masculines amb un toc de feminitat. La "duresa", o l'etiqueta que descriu un nivell d'expressió masculina com a butch depèn de la fluïdesa de la seva expressió de gènere.
Les soft butch podrien voler expressar-se a través de la roba i pentinat d'una manera més masculina, però el seu comportament és més tradicionalment femení. Per exemple, els trets d'una soft butch poden incloure, o no, cabell curt, roba dissenyada per a homes i comportaments i deixos masculins. Normalment semblen andrògines, en lloc de respondre a una identitat de gènere concreta. Normalment s'expressen, a nivell físic, sexual i romàntic, de manera més masculina que femenina.

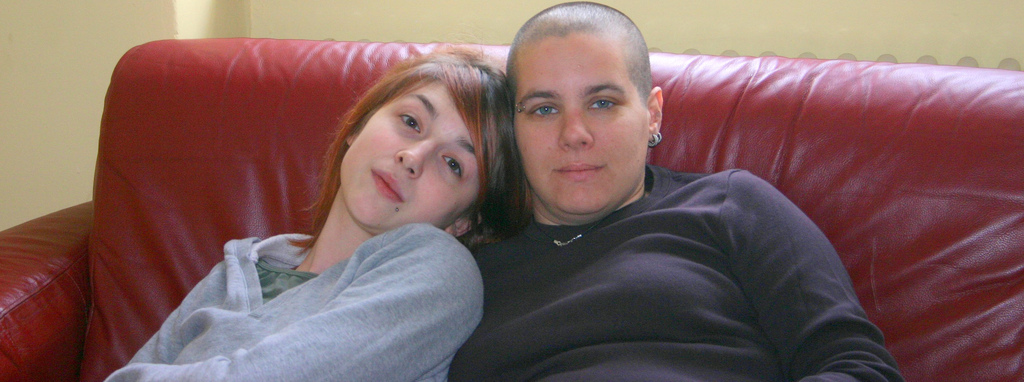
L'aspecte d'una dona soft butch és, sovint, andrògin

A més de l'expressió de gènere a través del seu aspecte exterior, també tenen la seva pròpia manera d'expressar-se a nivell sexual. Les dones soft butch poden tenir un paper més passiu en les relacions sexuals o romàntiques, fet que sol associar-se al comportament sexual femení. Això és un exemple de com la sexualitat i aspecte d'una soft butch no és completament masculina i mostra alguns trets femenins. Per altra banda, les stone butch són molt menys fluides en la seva sexualitat i no volen contacte sexual de les seves parelles sexuals. Aquests desig d'expressar tant masculinitat com feminitat a través del propi gènere i sexualitat s'observa clarament en les dones soft butch, però també en molta gent de diferents orientacions sexuals.